# 상트페테르부르크 (보드 게임)

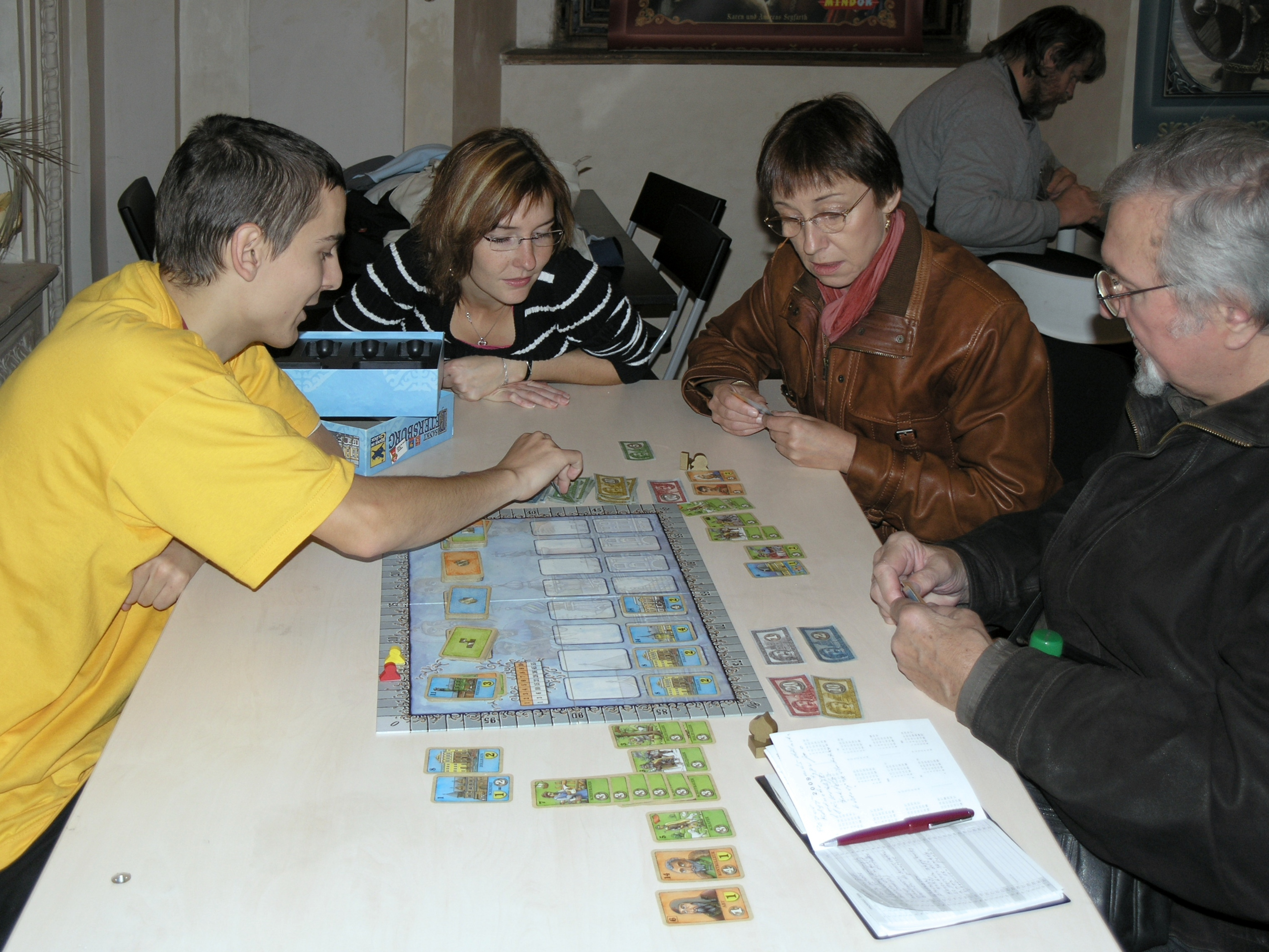

보드게임 상트페테르부르크(영어: Board Game Saint Petersburg)는 대한민국에서는 석기시대 (보드 게임)의 작가인 베른트 브룬호퍼가 만든 보드 게임이다. 1703년, 러시아를 독자적으로 다스리기 시작한 표르트 1세는 상트페테르부르크를 동방의 파리를 건설해 놓는다. 플레이 시간은 약 45-60분, 적정 연령은 10세 이상.

## 게임 목적
- 플레이어들은 건물이나 일꾼을 선택해 가장 점수가 높은 플레이어가 승리한다.

## 게임 종료 및 승자 결정
- 네 종류의 카드 더미 중 하나가 완전히 소진되면 해당 라운드가 마지막 라운드가 된다.
- 플레이어들은 가지고 있는 돈과 점수를 모두 더해 점수가 가장 높은 플레이어가 승리한다.
- 동점일 경우에는 돈이 가장 많은 플레이어가 승리한다.